# 9. National Hockey League All-Star Game
Das 9. National Hockey League All-Star Game wurde am 2. Oktober 1955 in Detroit ausgetragen. Das Spiel fand im Olympia Stadium, der Spielstätte des Stanley-Cup-Siegers Detroit Red Wings statt. Die Red Wings konnten das Spiel mit 3:1 für sich entscheiden.

## Mannschaften
| #           | Land        | Spieler            | Pos.               |
| Torhüter    |             |                    |                    |
| 1           | Kanada 1957 | Glenn Hall         | Glenn Hall         |
| Verteidiger |             |                    |                    |
| 2           | Kanada 1957 | Bob Goldham        | Bob Goldham        |
| 3           | Kanada 1957 | Marcel Pronovost   | Marcel Pronovost   |
| 4           | Kanada 1957 | Red Kelly          | Red Kelly          |
| 5           | Kanada 1957 | Warren Godfrey     | Warren Godfrey     |
| 15          | Kanada 1957 | Larry Hillman      | Larry Hillman      |
| 18          | Kanada 1957 | Bucky Hollingworth | Bucky Hollingworth |
| Angreifer   |             |                    |                    |
| 7           | Kanada 1957 | Ted Lindsay        | LW                 |
| 8           | Kanada 1957 | Earl Reibel        | C                  |
| 9           | Kanada 1957 | Gordie Howe        | RW                 |
| 10          | Kanada 1957 | Alex Delvecchio    | C                  |
| 11          | Kanada 1957 | Marty Pavelich     | LW                 |
| 12          | Kanada 1957 | Ed Sandford        | LW                 |
| 14          | Kanada 1957 | Réal Chevrefils    | LW                 |
| 16          | Kanada 1957 | Norm Ullman        | C                  |
| 17          | Kanada 1957 | Bill Dineen        | RW                 |
| 19          | Kanada 1957 | Jerry Toppazzini   | RW                 |
| 20          | Kanada 1957 | Johnny Bucyk       | LW                 |
| 21          | Kanada 1957 | Norm Corcoran      | C                  |

| #           | Land        | Spieler          | Pos.          | Team                |
| Torhüter    |             |                  |               |                     |
| 9           | Kanada 1957 | Harry Lumley     | Harry Lumley  | Toronto Maple Leafs |
| 15          | Kanada 1957 | Terry Sawchuk    | Terry Sawchuk | Boston Bruins       |
| Verteidiger |             |                  |               |                     |
| 2           | Kanada 1957 | Doug Harvey      | Doug Harvey   | Montréal Canadiens  |
| 3           | Kanada 1957 | Fernie Flaman    | Fernie Flaman | Boston Bruins       |
| 10          | Kanada 1957 | Jim Morrison     | Jim Morrison  | Toronto Maple Leafs |
| 14          | Kanada 1957 | Allan Stanley    | Allan Stanley | Chicago Black Hawks |
| 20          | Kanada 1957 | Frank Martin     | Frank Martin  | Chicago Black Hawks |
| Angreifer   |             |                  |               |                     |
| 4           | Kanada 1957 | Jean Béliveau    | C             | Montréal Canadiens  |
| 5           | Kanada 1957 | Bernie Geoffrion | RW            | Montréal Canadiens  |
| 6           | Kanada 1957 | Leo Labine       | RW            | Boston Bruins       |
| 7           | Kanada 1957 | Ed Litzenberger  | RW            | Chicago Black Hawks |
| 8           | Kanada 1957 | Danny Lewicki    | LW            | New York Rangers    |
| 11          | Kanada 1957 | Ken Mosdell      | C             | Montréal Canadiens  |
| 12          | Kanada 1957 | Maurice Richard  | RW            | Montréal Canadiens  |
| 13          | Kanada 1957 | Sid Smith        | LW            | Toronto Maple Leafs |
| 16          | Kanada 1957 | George Sullivan  | C             | Chicago Black Hawks |
| 17          | Kanada 1957 | Ron Stewart      | RW            | Toronto Maple Leafs |
| 18          | Kanada 1957 | Harry Watson     | LW            | Chicago Black Hawks |

## Spielverlauf

### Detroit Red Wings 3 – 1 NHL All-Stars
| Team       | Zeit  | Stand | Torschütze  | Vorlagengeber | Vorlagengeber   |
| 1. Drittel |       |       |             |               |                 |
|            | 20:57 | 1–0   | Gordie Howe | Earl Reibel   | Alex Delvecchio |
|            | 25:43 | 2–0   | Earl Reibel | Gordie Howe   | Ted Lindsay     |
| 3. Drittel |       |       |             |               |                 |
|            | 56:38 | 2–1   | Doug Harvey | Jean Béliveau | Sid Smith       |
|            | 59:33 | 3–1   | Earl Reibel | Bob Goldham   | Ted Lindsay     |

Schiedsrichter: Frank Udvari 

Linienrichter: George Hayes, William Morrison 

Zuschauer: 10.111